# 艾恩章克申 (明尼蘇達州)
艾恩章克申（英語：Iron Junction）是一個位於美國明尼蘇達州聖路易斯縣的城市。

## 人口
根據2020年美國人口普查的數據，艾恩章克申的面積為2.10平方千米，皆為陸地。當地共有人口110人，而人口密度為每平方千米52人。